# Zeche Constanze
Die Zeche Constanze war eine Zeche in Langendreer, die nur neun Jahre aktiv war. Während dieser Zeit bestand eine Kleinbahnverbindung zum Bahnhof Stockum an der Strecke Dortmund-Löttringhausen – Bochum-Langendreer.
Am 14. Oktober 1848 erfolgte die Verleihung des Geviertfeldes. Doch erst 1919 wurde die Zeche in Betrieb genommen. Sie verfügte über zwei Förderschächte, welche 85 m und 229 m tief waren. 1926 förderte das Bergwerk etwa 209.000 Tonnen Esskohle. 1928 wurde die Zeche jedoch wieder stillgelegt, die Tagesanlagen wurden abgebrochen und die Schächte verfüllt.